# Andi Rauschmeier
Andi Rauschmeier (née le 9 septembre 1970 à Salzbourg) est un sauteur à ski autrichien.

## Coupe du Monde
- Meilleur classement final : 28e en 1990.
- 1 podium.

## Coupe Continentale
- Vainqueur en 1992.